# Normandija
Normandija (francuski: Normandie, normandijski: Normaundie), bivša je država u Europi i povijesna pokrajina u Francuskoj na obali La Mancha.
Danas je to zemljopisni i kulturološki pojam obuhvaća sadašnje departmane Seine-Maritime, Calvados, Manche te dio Orne i Eure u dvije francuske regije, te Normandijske otoke kojima vlada britanski monarh koji ima titulu normandijskoga vojvode. Važno je središte francuske poljoprivrede i intenzivnog stočarstva.

## Povijest

### Ranija povijest
Ubrzo nakon stvaranja Normandije 911. godine, Dogovorom iz Saint-Clair-sur-Eptea između vikinga Rolona i Karla Jednostavnog na dijelu bivše Neustrije definiran verdunskim sporazumom, Normandijsko je vojvodstvo pripojilo zapadna područja: 924. središnju Normandiju (Bessin, Pays d'Auge i Hiémois), te 933. Cotentin i otoke, današnje Kanalske otoke. Ovi otoci su ostali pod britanskom krunom (Normandija i Engleska vladali su od 1066. do 1204.), dok je kontinentalni dio Normandije dobio francusku vlast od 1204. godine. Oko 1009. godine, bretanjska područja između Sélune i Couësnona su dodana Normandiji. Normandija je činila važno Normandijsko vojvodstvo u Francuskom kraljevstvu od 911. do 1204.
Rolonov potomak Vilim Osvajač je 1066. godine osvojio Englesku te postao njezin vladar pod imenom Vilim I., nakon bitke kod Hastingsa. Engleska je ostala vezana za Normandiju sve do 1204., kada je Filip August zauzeo područja Ivana bez Zemlje po feudalnom zakonu kojim se osuđuje djelo prisiljivanja na brak što je Ivan napravio ženidbom s Isabelom od Angoulêmea. Normandijskim osvajanjem Engleske je stvoren i razvijen anglonormandijski jezik kojim je pisana bogata anglo-normanska književnost i koja je imala veliki utjecaj i na francusku književnost. Ovo je i razlog velikom broju posuđenica u engleskom jeziku koji su latinskog ili skandinavskog porijekla, što su ušli u jezik iz anglonormandijskog ili starofrancuskog.
Normani su posjedovali i upravljali i mnogim udaljenim područjima. Osnivali su brojna kraljevstva i kneževine diljem Sredozemlja: Robert Guiscard i Roger od Hautevillea na Siciliji i južnoj Italiji. Robert Burdet je osnovao kneževinu u Španjolskoj nakon što je preuzeo Tarragonu od muslimana.
Bohemund I. osnovao je Antiohijsku kneževinu u Antiohiji na području današnje Turske i Sirije.
Jean de Béthencourt je osvojio Kanarske otoke 1402. godine. 1625. godine, Pierre Belain d'Esnambuc zauzeo je posjede Martinik, Gvadalupa, Sveti Kristofor i Marie-Galante.

### Stogodišnji rat
Normandija je odigrala važnu ulogu u Stogodišnjem ratu (1337. – 1453). Ovdje su se odvijale velike borbe između francuskog i engleskog kralja, a najviše su na to utjecali bogatstvo Normandije, te njena zajednička prošlost s Engleskom i zemljopisna blizina Velike Britanije.
Stogodišnji rat na ovom području može se podijeliti na dva dijela: u prvom su napadi Engleza bili serijski, te su se sastojali od manjih invazija diljem regije. U tom razdoblju moćni normandijski plemić Karlo Zli zbog svog šurovanja s Englezima izaziva građanski rat među Normanima. U drugom razdoblju prisutnost Engleza je puno veća, jer su vladali područjem više od tri desetljeća (1417. – 1450).
1420. godine, dogovorom iz Troyesa, engleski kralj je postao nasljednik Francuskog kraljevstva. Normandija je tada činila središnji dio engleske Francuske. Na kraju je francuski kralj Karlo Pobjednik osvojio bogatu pokrajinu i oprostio suradnju s neprijateljem.

### Poslije rata
Poslije Stogodišnjeg rata, Normandija se brzo oporavila, te je slijedio veliki napredak u prvoj polovici 16. stoljeća: na selima su se podizala velika imanja, a ovaj napredak je promijenio i izgled gradova, koji su preuzeli renesansni izgled. Poslije 1550. vjerski ratovi su uzdrmali napredak. Blizina Engleske, s kojom je Francuska često bila u ratu između 1689. i 1815., učinila je Normandiju mjestom čestih sukoba.
Kolonisti iz Normandije (pogotovo iz Donje Normandije) su bili vrlo istaknuti u Novoj Francuskoj (Québec).
Upravno gledajući, kontinentalni dio Normandije je ostao kneževina u sklopu Francuskog kraljevstva sve do 1466. Područje je bilo podjeljeno na imanja (bailliages), koja su bila podjeljena na područja kojima su upravljali vikonti. Ovaj feudalni sustav je ukinut tek 1744. Kasnije je novi sustav oporezivanja podijelio Normandiju na dva, pa kasnije na tri područja: ona Rouena i Caena (1542.) i Alençona 1636. Otočni dio je ostao podijeljen na imanja Jersey i Guernesey.

### Novija povijest
Prije Francuske revolucije, provincija Normandija je činila također, kao i brojne druge bivše provincije, vojno guvernerstvo, iznimku je činio Havre. Ova francuska provincija je 1790. podijeljena na pet departmana: Calvados, Manche, Orne, Eure i Seine-Inférieure, koja je kasnije postala Seine-Maritime. 1956. godine, prva tri departmana su okupljeni u Donju Normandiju, a zadnja dva u Gornju Normandiju. Od tad, ujedinjenje Normandije je česta tema regionalne politike.
Od 18. stoljeća industrijalizacija i modernizacija poljoprivrede promijenili su gospodarstvo regije.
Normandija je teško razorena za vrijeme Drugog svjetskog rata i iskrcavanja. Brojni gradovi su uništeni u savezničkim bombardiranjima.

## Zemljopis

### Kontinentalna Normandija
Normandija nije geografska jedinica, nego se sastoji od dva velika, vrlo različita, prirodna područja na sjeveru Francuske: pariškog bazena i armorikanskog masiva. Ova podjela ne odgovara podjeli na dvije normandijske regije. Geološka raznolikost se očituje na raznolikosti pejzaža, dok je klima umjerena i vlažna. U području postoji mnoštvo manjih različitih geografskih regija.
Geografski i geološki položaj je jako utjecao i na gradnju tradicionalnih normandijskih nastambi koje su građene od dostupnih materijala na određenom području. Građevine od hrasta sa slamnatim krovovima se mogu naći u regijama Pays de Caux i Pays d'Auge, ciglene kuće se mogu naći na istoku područja, kamene u Calvadosu i Orni, granitne na obali La Manchea itd.
Obala je također raznolika: od visokih grebena u Pays de Caux (Côte d'Albâtre) sa šljunčanim plažama do velikih pješčanih plaža u Calvadosu (Pays d'Auge i Bessin, Côte Fleurie, Côte de Nacre).

### Anglo-normandijski otoci
Anglo-normandijske ili Kanalske otoke naseljavali su Briti sve do vikinške invazije. Od 933. godine, ovi otoci su dio Normandijskog vojvodstva. Ponovno osvajanje francuskih područja na kraju Stogodišnjeg rata je zaustavljeno u Cherbourgu, te nije produženo na dvadesetak kilometara udaljene otoke koji su time ostali u Normandijskom vojvodstvu. Britanski monarh i danas, uz ostale, nosi titulu normandijskog vojvode, te su time otoci izravno vezani s britanskom krunom. Ova autonomna područja britanske krune su podijeljena u dva bailliagea (engleski: bailiwick, latinski: baillia) Jersey i Guernesey (engleski: Guernsey) na kojima se još čuvaju normandijski običaji i zakoni.
Naziv „anglo-normandijski otoci” (francuski: îles Anglo-Normandes) je relativno nov u francuskom jeziku, stari Normandijci su te otoke nazivali Kanalski otoci (normandijski: Îles d'la Manche, francuski:  Îles de la Manche), a kao takav naziv se zadržao i u engleskom jeziku (Channel Islands). Ovi otoci službeno ne čine ni dio Ujedinjenog Kraljevstva niti Europske unije.
Otočja Minquiers i Écréhou spadaju pod jersejski bailliage, dok otoci Aurigny, Brecqhou, Sercq, Herm, Brecqhou, Burhou, Casquets, Ortac, Jéthou i Lihou spadaju pod guernesejski bailliage.

### Područja Normandije
Glavne prirodne i povijesne regije (normandijske zemlje) su:
- Avranchin
- Bessin
- Jersey
- Guernesey
- Bauptois
- bocage virois
- campagne d'Alençon
- campagne d'Argentan
- campagne de Caen
- campagne de Falaise
- campagne du Neubourg
- campagne de Saint-André (ili d'Évreux)
- Cotentin
- Domfrontais ili Passais
- Hiémois
- Lieuvin
- Mortainais
- pays d'Auge
- pays de Bray
- pays de Caux
- pays d'Houlme
- pays d'Ouche
- Roumois i Marais-Vernier
- Suisse normande (Normandijska Švicarska)
- Val de Saire
- Vexin normand

### Rijeke i parkovi prirode
Glavne rijeke u Normandiji su Seine i njezine pritoke Epte, Andelle, Eure i Risle. Također postoji i određeni broj rijeka koje se ulijevaju u more: Bresle, Touques, Dives, Orne, Vire, Sée, Sélune i Couesnon. Veules je najmanja takva rijeka u Francuskoj, koja se u more ulijeva u Veules-les-Rosesu, između Dieppe i Saint-Valery-en-Caux, u departmanu Seine-Maritime.
Regionalni parkovi prirode :
- Parc naturel régional des Marais du Cotentin et du Bessin
- Parc naturel régional des Boucles de la Seine normande
- Parc naturel régional Normandie-Maine
- Parc naturel régional du Perche

## Stanovništvo
U Normandiji živi oko 3,15 milijuna stanovnika, dok je gustoća stanovništva oko 110 kilometara po četvornom metru, što je blizu francuskom nacionalnom prosjeku. Na normandijskim otocima živi oko 150 000 stanovnika, a gustoća stanovništva je oko 780 km².
Gradovi s najvećim brojem stanovnika su (uključujući aglomerizaciju) :
- Rouen (390 000 stan.), prefektura regije Gornja Normandija
- Le Havre (250 000 stan.)
- Caen (200 000 hab.), prefektura regije Donja Normandija i povijesni glavni grad
- Cherbourg (90 000 stan.)
- Évreux (51 198 stan.)
- Dieppe (35 694 stan.)
- Saint-Hélier (29 400 stan.), glavni grad bailliagea Jersey.
- Alençon (28 935 stan.)
- Vernon (24 056 stan.)

- Lisieux (23 166 stan.)
- Fécamp (21 027 stan.)
- Saint-Lô (20 090 stan.)
- Louviers (18 328 stan.)
- Argentan (17 448 stan.)
- Flers (16 947 stan.)
- Saint-Pierre-Port (16 500 stan.), glavni grad bailliagea Guernesey
- Vire (16 069 stan.).

Ostali važniji gradovi:
- Honfleur (15 933 stan.)
- Bayeux (14 961 stan.)
- Granville (12 688 stan.) 1999. godine
- Yvetot (10 770 stan.)
- Coutances (9 546 stan.)
- Avranches (9 226 stan.)
- Pont-Audemer (8 981 stan.)
- L'Aigle (8 972 stan.)
- Falaise (8 797 stan.)
- Doudeville (2 526 stan.)

- Sées (4 969 stan.)
- Deauville (4 520 stan.)
- Domfront (4 262 stan.)
- Villers-Bocage (2 920 stan.)
- Mortain (2 452 stan.)
- Saint-Sauveur-le-Vicomte (2 242 stan.)
- Sainte-Mère-Église (1 585 stan.)
- Arromanches (552 stan.)
- Le Mont-Saint-Michel (50 stan.)

## Gospodarstvo
Tradicionalno donjonormandijsko gospodarstvo je više okrenuto poljoprivredi, dok je Gornja Normandija doživjela veći industrijski razvoj.
Najveći poslodavci su automobilska poduzeća, koja zapošljavaju oko 25 000 zaposlenika u Donjoj Normandiji (PSA, Renault Trucks, Faurecia...), dok je najveći gornjonormandijski poslodavac Renault koji u toj regiji ima četiri tvornice (Sandouville, Cléon, Grand-Couronne i Dieppe).
Normandijsko gospodarstvo je zbog zemljopisnog položaja snažno okrenuto pomorstvu (ribolov, prijevoz robe i putnika itd.). Pod jedan od važnijih gospodarskih sektora spada i energetika, u Normandiji se nalaze tri nukulearne elektrane (Paluel, Flamanville i Penly).
U Normandiji se nalazi 60% francuskih polja lana. U zadnje vrijeme značajna gospodarska aktivnost je turizam.

## Promet

### Cestovni promet
Državne ceste (route nationale) koje prolaze kroz Normandiju:
- Državna cesta br. 12
- Državna cesta br. 13
- Državna cesta br. 14
- Državna cesta br. 15
- Državna cesta br. 25
- Državna cesta br. 26
- Državna cesta br. 27
- Državna cesta br. 28
- Državna cesta br. 29
- Državna cesta br. 30
- Državna cesta br. 31
- Državna cesta br. 132
- Državna cesta br. 138
- Državna cesta br. 158
- Državna cesta br. 174

Autoceste u Normandiji:
- Autocesta A13, ili Normandijska autocesta od Caena do Douainsa
- Autocesta A28 od Blangy-sur-Breslea do Alençona
- Autocesta A29 od Beuzevillea do Aumale
- A88 od Caena do Séesa
- A84 od Caen do Saint-Jamesa
- Autocesta A131 od Bournevillea do Harfleura
- Autocesta A132 od Pont-l'Évêquea do Canapvillea
- Autocesta A139 od Oissela do Saint-Étienne-du-Rouvraya
- Autocesta A150 od Rouena do Barentina
- Autocesta A151 od Saint-Jean-du-Cardonnaya do Varneville-Brettevillea
- Autocesta A154 od Val-de-Reuila do Acquignya

### Pomorski promet
Normandija ima 600 km obale duž La Manchea, čime se nalazi na najprometnijem moru na svijetu. Sustav pomorskih luka je treći najveći u Europi, te prvi u Francuskoj, a sastoji se od pet luka: dvije velike međunarodne luke Le Havre i Rouen, te Cherbourg, Caen i Dieppe. Kroz ove luke prolazi polovica francuskog međunarodnog prometa, te 60% kontejnerskog prometa.
Vezu s Velikom Britanijom i Irskom osiguravaju luke Cherbourg (1,44 mil. putnika), Le Havre (1,15 mil. putnika), Caen (0,93 mil. putnika) i Dieppe (0,38 mil. putnika).
Vezu s Anglo-normandijskim otocima osiguravaju luke Granville, Carteret i Diélette, prema Jerseyu (Gorey i Saint-Hélier), Guerneseyu (Saint-Pierre-Port), Aurignyu i Sercqu.

### Riječni promet
U Normandiji se odvija 10% ukupnog francuskog riječnog prometa. Godišnje se Seineom preveze 13 milijuna tona robe između Le Havrea i pariške regije.

### Zračni promet
U Normandiji se nalazi pet međunarodnih zračnih luka:
- Zračna luka Caen - Carpiquet, Carpiquet (14) ;
- Zračna luka Cherbourg - Maupertus, Maupertus-sur-Mer, (50)
- Zračna luka Havre, Le Havre, (76)
- Zračna luka Deauville - Saint-Gatien, Saint-Gatien-des-Bois (14)
- Aéroport Rouen Vallée de Seine, Boos (76)

## Kultura
- U Caenu se nalazi Caenska Akademija znanosti, umjetnosti i književnosti (Académie de Caen)
- U Rouenu se nalazi Rouenska Akademija znanosti, umjetnosti i književnosti (Académie de Rouen), koja je vezana s postimpresionističkim umjetničkim pokretom znan kao rouenska škola.
- U Caenu se nalazi glazbeni sastav Les Arts Florissants (Cvjetajuće umjetnosti) poznat po izvođenju glazbenih djela iz 17. i 18. stoljeća.

### Jezik
U Normandiji se koriste dva službena jezika: francuski (u Francuskoj) i engleski (na Kanalskim otocima). Svaki od ovih jezika u svakodnevnom govoru je pod utjecajem regionalnih jezika.
Glavni regionalni jezik u Normandiji je normandijski, koji ima više lingvističkih oblika. Danas se normandijski najviše koristi u Cotentinu i Pays de Cauxu, kao i na Kanalskim otocima u obliku jerseyskog i guerneseyskog jezika. Najpoznatiji stvaratelji na ovom jeziku su Alfred Rossel, Louis Beuve (1869. – 1949.) i Côtis-Capel (1915. – 1986.).

### Znanost
U Caenu se nalazi GANIL, ubrzivač teških iona. Normandija je poznata i po izradi brodova, te po izradi podmornica u Cherbourgu za vojsku.

### Gastronomija
Normandijska gastronomija se temelji na četiri osnovne namirnice: jabuke, mlijeko, meso i plodovi mora. Ovi proizvodi čine osnovu brojnih regionalnih specijaliteta.
U Normandiji se, kao u velikoj jabučnoj regiji u kuhinji koriste jabuke, jabukovača i calvados. Calvados je jabučni vinjak, a vrlo je popularan i pommeau, aperativ od calvadosa i jabučnog soka koji je veliki izvozni proizvod. Normandijske i jerseyske krave su poznate po kvaliteti mlijeka, od kojeg se rade kvalitetni mliječni proizvodi, poglavito sirevi.
Normandija je prvi proizvođač oštriga, dagnji i jakopskih kapica u Francuskoj. Ovo je također rodni kraj Guillaumea Tirela ili Tailleventa, koji je autor jedne od prvih kuharica: Le Viandier.
Normandijska rupa (trou normand) je čašica calvadosa koja se pije između jela za poticanje apetita.

### Arhitektura
U Srednjem vijeku, u Normandiji se razvio poseban regionalni stil, koji se proširio i na ostala područja koja su osvojili Normani.
Normandijska arhitektura se zasniva na građevinskim materijalima koji su dostupni u regiji:
- kamen iz Caena, koji se izvozi u Englesku, pa i u SAD ;
- slama za pokrivanje krovova ;
- hrastovina ;
- glina za izradu opeka ;
- kremen iz Pays de Cauxa ;
- kamen s Cotentina, koji pokriva i Trg sloge u Parizu (place de la Concorde) ;
- škriljevac ;
- granit iz Alençona

U Normandiji se nalazi mnoštvo dvoraca, te kuća ili malih dvaraca koje je sagradio Jacques François Blondel od kamena iz Caena.

### Religija
Evangelizacija Normandije počinje u ranom Srednjem vijeku. U tom razdoblju osnovane su biskupije Rouen, Évreux, Lisieux, Sées, Bayeux, Coutances i Avranches. Crkvena pokrajina Rouena (sjedište nadbiskupa) odgovara granicama stare provincije. Uništavanje zbog normanskih provala prestaje krštenjem Roberta (Rollona), prvog normandijskog vojvode koji se ponašao zaštitnički prema Crkvi.
Normandijske vojvode, a poslije i francuski kraljevi poticali su razvoj monahizma u ovim prostorima, tako da u ovom području postoji veliki broj opatija: opatija Mont Saint-Michel, Abbaye aux Hommes i Abbaye aux Dames u Caenu, opatija Jumièges, opatija Saint-Wandrille, opatija u Hambyeu, opatija u Gravilleu, opatija u Fécampu, opatija Saint-Georges-de-Boscherville, opatija Saint-Évroult, opatija Notre-Dame du Bec, opatija u Montivilliersu, abbaye de Cerisy, abbaye de Lonlay, abbaye de Mortemer, abbaye Saint-Martin de Troarn, opatije Saint-Amand i Saint-Ouen u Rouenu itd.
Sveti Mihael je najštovaniji svetac u Normandiji.
Od katoličkih svetaca iz Normandije,najvažnije je spomenuti Ivana Eudesa i Tereziju iz Lisieuxa koja je rođena u Alençonu i umrla u Lisieuxu, što je postalo jedno od najvažnijih mjesta hodočašća u Francuskoj, poslije Lourdesa. Važno je spomenuti i učitelja crkve, te jednog od velikih filozofa i teologa Srednjeg vijeka Anselma Kenterberijskog koji je povezan s Normandijom.
Na Kanalskim otocima državna religija je anglikanstvo, ali je katoličanstvo i metodizam zastupljeno kod značajne manjine.

#### Poznate vjerske osobe
- Toma Becket (1117. – 1170.)
- sv. Aubert, osnivač opatije Mont Saint-Michel
- Ouen
- Filibert, osnivač opatije Jumièges
- Hélier
- Méen
- Marcoulf
- sv. Adjutor (1070. – 1131.)
- Ivana Orleanska
- Jacques-Davy Duperron
- Marie Madeleine de La Peltrie
- Pierre-Daniel Huet
- Samuel Bochart
- Jacques Basnage de Beauval
- Pierre Allix
- Élie Benoît
- Pierre Le Courayer
- Jacques-Louis Le Noir
- Thomas Hélye
- Sveta Mala Terezija
- Marie-Madeleine Postel

## Poznati Normandijci

### Vladari
- Vilim I. Normandijski (Rouen, ~905. – 942.) vojvoda Normandije
- Adela Normandijska (~910. - ~965.) vojvotkinja Akvitanije, gorfica Poitiersa
- Rikard I. Normandijski (932. – 996.) vojvoda Normandije
- Ema Normandijska kraljica Engleske, te kasnije kraljica Engleske i Danske
- Havoise Normandijska, (977. – 1034.) vojvotkinja Bretanje
- Rikard Dobri (? - 1026.) vojvoda Normandije
- Rikard III. Normandijski (1026. – 1027.) vojvoda Normandije
- Elenora Normandijska (~1010. - ~1071.) grofica Flandrije
- Robert I. Normandijski (1005. – 1035.) vojvoda Normandije
- Tankred od Hautevillea ( ? - 1041.) predak sicilijskih vladara
- Rainulf Drengot (? - 1045.) princ Averse
- Vilim Željeznoruki, (1005. – 1080.) grof Apulije
- Drogon od Hautevillea, (1008. – 1051.) grof Apulije
- Onfroi od Hautevillea, (~1010. – 1081.) grof Apulije
- Godefroi od Hautevillea, grof Loritella
- Robert Guiscard, (~1015. – 1085.) grof Apulije i Kalabrije
- Vilim I. Osvajač (~1027 - 1087) vojvoda Normandije, kralj Engleske
- Odon od Contevillea (~1032. – 1087.) biskup Bayeuxa, grof Kenta
- Ruđer od Hautevillea (~1034. – 22. lipnja 1101.) grof Sicilije i Kalabrije
- Robert II. Normandijski (~1054. – 1134.) vojvoda Normandije
- Vilim II. Riđi (1056. – 1100.) vojvoda Normandije, kralj Engleske
- Henrik Beauclerc (~1068. – 1135.) vojvoda Normandije, kralj Engleske
- Ivan bez Zemlje (1166. – 1216.) regent, pa kralj Engleske, vojvoda Normandije i Akvitanije, grof Anjoua, Maine i Poitoua
- Jean de Béthencourt (~1360. – 1422.) gospodar Kanara
- Karlo od Guise (Alençon, 1554. – 1611.) vojvoda Mayennea
- Aimable Pélissier (Maromme, 1794. - Alžir, 1864.) vrhovni general Alžira

### Istraživači
- Jean de Béthencourt (pays de Caux, ~1360. – 1422.)
- Jean Ango (Dieppe, 1480. – 1551.)
- Binot Paulmier de Gonneville, 15. stoljeće, Honfleur - ?, ?)
- Jean Denis (Honfleur, 15. stoljeće)
- Jean Ribault (Dieppe, 1520. - Fort Caroline, 1565.)
- Augustin de Beaulieu (Rouen, 1589. -  Toulon, 1637.)
- Jean Nicolet (Cherbourg, 1598. - Sillery, 1642.)
- Pierre Berthelot (Honfleur, 1600. - Sumatra, 1638.)
- René Robert Cavelier de La Salle (Rouen, 1643. - Louisiane, 1687.)
- Philippe de Carteret (La Trinité, Jersey, 1733. - Southampton, 1796.)
- Jean-Pierre Blanchard (Les Andelys, 1753. - Pariz, 1809.)
- Charles Gabriel d'Escures (Alençon, ~1760. - Vanikoro, 1788.)
- Jules Dumont d'Urville (Condé-sur-Noireau, 1790. - Meudon, 1842.)
- Jules de Blosseville (Rouen, 1802. - ?)

### Vojne ličnosti
- Jacques de Matignon (Lonrai, 1525. - Lesparre, 1597.)
- Gabriel de Montgomery (Lorges, 1526. ili 1530. - Pariz, 1574.)
- Charles de Guise, vojvoda od Mayenne, (Alençon, 1554. - Soissons, 1611.)
- Anne Hilarion de Costentin de Tourville (Tourville-sur-Sienne, 1642. - Pariz, 1701.)
- Saint-Évremond ( 1614., à St-Denis-le-Gast kod Coutancesa - London, 1703.)
- Jean Ernouf (Alençon, 1753. – 1827.)
- Jacques Fromentin (Alençon, 1754. – 1830.)
- René Nicolas Desgenettes (Alençon, 1762. - Pariz, 1837.)
- Louis de Frotté, dit « Blondel » (Alençon, 1766. - Verneuil, 1800.)
- Jean Pierre François Bonet (Alençon, 1768. – 1857.)
- Aimable Pelissier (Maromme, 1794. - Alžir, 1864.)
- Pierre Kœnig (Caen, 1898. - Neuilly-sur-Seine, 1970.)

### Političari
- Nicole Ameline (Saint-Vaast-en-Auge), 1952.
- Jacques-Charles Bailleul (Bretteville-du-Grand-Caux), 1762. – 1843.
- Denis Baupin (Cherbourg), 1962.
- Pierre Bérégovoy (Déville-lès-Rouen), 1925. – 1993.
- Charlotte Corday (Saint-Saturnin-des-Ligneries), 1768. – 1793.
- René Coty (Le Havre, 1882. - Le Havre), 1962.
- Charles Éléonor du Friche de Valazé (Alençon), 1751. – 1793.
- Jean Ernouf (Alençon, 1753. - Pariz), 1827.
- Nicole Fontaine (Grainville-Ymauville), 1942.
- Jean-Marie Girault (Pont-l'Évêque), 1926.
- Jacques-René Hébert (Alençon), 1757. – 1794.
- François Hollande (Rouen), 1954.
- Gérard Larcher (Flers), 1949.
- Brigitte Le Brethon (Campeaux), 1951.
- Charles-François Lebrun (La Bouchelière, 1739. - Saint-Mesne, 1824.)
- Jean Lecanuet (Rouen), 1920. – 1993.
- Georges Marchais (La Hoguette, 1920. – Pariz 1997.)
- Guy Mollet (Flers), 1905. – 1975.
- Eugène Poubelle (Caen), 1831. - Pariz, 1907.)
- René Schmitt (Cormeilles), 1903. - Équeurdreville-Hainneville, 1968.)

### Sportaši
- Jacques Anquetil (Mont-Saint-Aignan), 1934. – 1987.
- Christophe Auguin (Granville), 1959.
- Jean-Claude Bagot (Saint-Hilaire-du-Harcouët), 1958.
- Vincent Barteau (Caen), 1962.
- Alain Blondel (Petit-Quevilly), 1962.
- Fabien Canu (Saint-Valéry-en-Caux), 1960.
- Stéphane Caron (Rouen), 1966.
- Jonathan Cochet (Alençon), 1977.
- Raymond Delisle (Ancteville), 1943.
- Vikash Dhorasoo (Harfleur), 1973.
- David Douillet (Rouen), 1969.
- Franck Dumas (Bayeux), 1968.
- Damien Eloi (Vire), 1969.
- Michel Ferté (Falaise),
- Thierry Gouvenou (Vire), 1968.
- Jean-Pierre Jaussaud (Caen), 1937.
- Matthieu Lagrive (Lisieux), 1979.
- Roger Lemerre (Bricquebec), 1941.
- Lionel Lemonchois (Bayeux), 1960.
- Émilie Loit (Cherbourg), 1979.
- Halvard Mabire (Cherbourg),
- Thierry Marie (Bénouville), 1963.
- Raymond Martin (Saint-Pierre-du-Regard), 1949.
- Éric Navet (Bayeux), 1959.
- Emmanuel Petit (Dieppe), 1970.
- Jacky Simon (Omonville), 1941.
- Gérard Saint (Argentan), 1935. – 1960.
- Jean-Luc Thérier (Hodeng-au-Bosc), 1945.
- Benoît Tréluyer (Alençon), 1976.
- David Trezeguet (Rouen), 1977.
- Paul Vatine (Le Havre), 1957. – 1999.
- Jacky Vimond (Saint-Lô), 1961.
- Jean Nicolas (Rouen); 1933.
- Gontrand Desmond  (Rouen); 1959.

## Vanjske poveznice
- Drakkaronline : normandijski ekonomski portal
- Normannia  Arhivirana inačica izvorne stranice od 3. svibnja 2010. (Wayback Machine) : Normandijska digitalna knjižnica
- Normandie.fr  Arhivirana inačica izvorne stranice od 1. studenoga 2007. (Wayback Machine) : Informacije o Normandiji
- Stranica o dvorcima u Donjoj i Gornjoj Normandiji

|  | Portal Francuske – Pristup člancima s tematikom o Francuskoj. |